# Svanaträsket (Åsele socken, Lappland)
Svanaträsket är en sjö i Åsele kommun i Lappland och ingår i Öreälvens huvudavrinningsområde. Svanaträsket ligger i Gransjömyrarna Natura 2000-område. Sjöns area är 0,04 kvadratkilometer.